# 安妮-卡罗琳·肖松
安妮-卡罗琳·肖松（法語：Anne-Caroline Chausson，1977年10月8日—），法国女子自行车运动员。她曾代表法国参加2008年夏季奥林匹克运动会自行车比赛，获得女子小轮车金牌。